# Rhipidolestes alleni
Rhipidolestes alleni är en trollsländeart som beskrevs av Wilson 2000. Rhipidolestes alleni ingår i släktet Rhipidolestes och familjen Megapodagrionidae. IUCN kategoriserar arten globalt som otillräckligt studerad. Inga underarter finns listade i Catalogue of Life.